# C.A.M.P.
C.A.M.P. est une émission de télé-réalité de compétition québécoise animée par Marie-Hélène Jodoin et diffusée entre le 14 juin et le 16 août 2010 sur VRAK.TV.

## Synopsis
Huit aspirants moniteurs du jeu C.A.M.P. (Cours d'assistant-moniteur professionnel) deux équipes différentes auront plusieurs épreuves. C.A.M.P., c'est une compétition entre deux équipes différentes. C'est une émission comprenant des qualifications et des Grands Jeux. Nos huit joueurs devront mettre à l'épreuve leur physique et intelligences dans le but de montrer leur talent d'aspirant-moniteur dans un camp de vacances. La fille et le gars qui auront accumulé le plus de points pendant la saison gagneront une vraie formation professionnelle et un iPod touch. L'équipe des bruns est constituée de Leeza, Joanie, Cédric et Yohan. Tandis que dans celle des verts, il y a Élizabeth, Gabrielle, Alexandre et Pierre-Olivier.